# Inocent V.
Inocent V., rođen kao Pierre de Tarantaise, papa od 21. siječnja 1276. do 22. lipnja 1276. godine.